# سیمین ابرو
سیمین، روستایی خوش آب وهوا از توابع بخش مرکزی شهرستان همدان در استان همدان ایران. مردم این روستا از مردم لر هستند و به زبان لری سخن می‌گویند.

## اطلاعات کلی روستا
این روستای یکی از زیباترین ۲۱ روستای گردشگری استان همدان می‌باشد که در سال ۱۳۸۲ به ثبت ملی رسیده است روستای سیمین ابرو همدان در ۱۰ کیلومتری سمت جنوب شرقی این شهر قرار دارد و با قدمتی نزدیک به ۳۰۰ سال، یکی از قدیمی‌ترین روستاهای سنگی ایران به‌شمار می‌رود. عمده مصالح به کار رفته در تمام خانه‌های روستا سنگ و چوب می‌باشد و با توجه به اینکه در مناطق کوهپایه ای قرار گرفته است، معماری آن به صورت پله ای می‌باشد. سیمین ابرو همدان در فاصله ای نزدیکی از شهر همدان به فاصله ۱۰ کیلومتر قرار دارد و دسترسی به آن آسان است. واز طریق میدان رسالت بالای نایب احمد با گذر از روستاهای چشین و ابرو می‌توان به این روستای زیبا رسید
مردم روستای سیمین از طوایف لر و آریایی هستند و بیشتر به شغل دامداری و باغداری مشغول می‌باشند. خانه‌ها و محله‌های این روستا از نظر معماری ارزش زیادی دارند، چراکه در ساخت آنها از مصالح در دسترس منطقه به‌خصوص سنگ لاشه سیاه استفاده شده و تا به حال پابرجا مانده است. طبیعت کوهستانی این منطقه بسیار بکر و زیباست و اطراف روستا می‌توان منظره‌های طبیعی زیبا و بکری از جنگل و رودخانه و کوه را باهم مشاهده کرد که چشمان هر بیننده را خیره می‌کند.
حدود ۱۴۰ خانوار در روستا زندگی می‌کنند که گویش آنها لری است. بیشتر باغ‌های اطراف روستا باغات #گردو است و گردوی این روستا به خاطر کیفیت و سفیدی و چربی بسیار زیاد و طعم خوب در کل منطقه واستان همدان بسیار معروف می‌باشد بطوریکه بخش زیادی از آن بخارج کشور صادر می‌گردد. معماری این روستا که یکی از روستاهای دهستان ابرو می‌باشد، متعلق به دوران ساسانی است و خانه‌های آن به صورت به هم پیوسته و متصل به هم با کوچه‌های باریک و بعضاً دارای دالان و زیر گذر ساخته شده است و تمامی خانه دو طبقه که طبقه همکف مخصوص نگهداری حیوانات اهلی و طبقه اول نشیمن گاه می‌باشد و در خانه قدیمی معمولاً سه اتاق مجزا شامل اتاق زمستانی اتاق تابستانی و اتاق بهاره یا پاییزه است و در جلوی هم اتاق‌ها تراس بهم پیوسته جود دارد که بعضاً دور تا دور عمارت را فراگرفته مطبخ معمولاً بر روی تراس و سروسی بهداشتی در طبقه همکف حیاط می‌باشد
این روستا علاوه بر روستاهای ورکانه لوکیشن سریال علی‌البدل بوده است و به همین دلیل شاید فضای آن برای شما آشنا باشد. زیباترین خانه این روستا، خانه کدخدای سابق، مرحوم میرزا مراد است. در داخل حیاط خانه یک چشمه دایمی می‌جوشد و طاق و ضربی‌های آن، ترکیب زیبایی با معماری سنگی خانه پدیدآورده است. طبق معمول اکثر روستاهای مناطق سردسیر، خانه‌های این روستا نیز رو به سمت شرق ساخته شده تا از نور آفتاب حداکثر استفاده را ببرد.
سراب‌های اطراف روستا سیمین ابرو در تمام استان همدان معروف هستند. پرآب‌ترین سراب‌های همدان متعلق به این منطقه می‌باشند که از نظر طبیعی نیز یک سر و گردن از دیگر سراب‌های همدان بالاتر هستند به طوریکه بخش زیادی از اب سد اکباتان از سرشاخه‌های چشمه سارها و سرابهای این منطقه تأمین می‌گردد. وجود بیش از ۳۶۰ چشمه ثبت شده در دره‌ها و کوه‌های سیمین نیز موید این مطلب می‌باشد با توجه به کوهستانی بودن منطقه، دره‌های زیبایی را می‌توان در اطراف روستا یافت. دره عرب خان، دره گاودانه، دره سرخپا، دره یونجه چال دره پیپول، دره گل‌ها، دره علی عسگر و دره جن دره پشت مزارستان خرمن‌ها دره زیر ده یا زیر دی -دره شرف خان-دره سرتاف؛ سرکه زار؛ عرب خان؛ دکان بازار؛ کله‌پز. دره دیم؛ تق توق. مزرعه نونه؛ مزرعه سر سخوان؛ سیمین خرابه؛ کمر ماری؛ بردگله؛ دره قاطرها؛ تنها بخشی از آنها هستند که دیدنشان خالی از لطف نیست.
یک حمام سنگی با خزینه در روستا وجود دارد که بسیار قدیمی است و شاید ساخت آن همزمان با شکل‌گیری روستا بوده است. مسجد سنگی روستا نیز از جاذبه‌های روستا است که برای علاقه مندان به بناهای تاریخی می‌تواند جذاب باشد. کوچه‌های روستا اغلب تنگ و باریک هستند و حس یک روستای قدیمی را به شما منتقل می‌کنند. قبرستان روستای سیمین ابرو در استان همدان نیز که قدمتی ۳۰۰ ساله دارد، سنگ قبرهایی بسیار قدیمی دارد که نوشته‌های برخی از آنها دیگر خوانا نیست. لازم بذکر است برخی قدمت روستا را بمتلق بعهد ساسانیان
می‌دانند فرستادند که تاکنون روستای سیمین چهار بار در مکانهای مختلف جابجا شده است و در ابتدا در منطقه ای معرف به کله‌پز و دکان بازار بالای درهٔ زیبا و سرسبز عرب خان بوده است و بعد از ان به منطقه ای که در حال حاضر به سیمین خرابه معروف است و در نزدیکی امامزاده روستا سکونت گزیدند که آثار ان تا ده سال پیش در آنجا هویدا بود که متأسفانه کاوشگران گنج و ربایندگان میراث ملی آنجا را شخم زده و هرچه بود و نبود را بردند سومین مکان روستای مکانی نزدیک به سر پهله و سرآسیاب بود که تدریجاً اهالی روستا آنجا را ترک و به مکان فعلی که دسترسی به چشمه‌ها و اب فراوان داشت نقل مکان کردند و در آنجا تاکنون سکنی گزیده‌اند
حیات وحش اطراف روستا نیز بسیار متنوع و غنی است و می‌توان آنرا به طبیعت دوستان و طرف دارن محیط زیست پیشنهاد کرد انواع خزندگان و دوزیستان شامل مارمولک و لاسرتا و لاک‌پشت مهمیز دار انواع مارهای سمی و غیر سمی، انواع افعی، بزمجه، انواع پرندگان شامل دارکوب، جغد، بلدرچین، قرقی، کبک، سار، عقاب، دال، پری شاهرخ، چکچک، سکسک، اردک، سنگ چشم، سبز قبا، زنبور خوار انواع ماهی رودخانه‌ای، خرچنگ، انواع پستانداران مانندگربه وحشی، خرگوش، گراز، شغال، روباه، گرگ، گورکن، سمور، دله، حفار شرقی و سنجاب و انواع مختلف حشرات از جمله موجوداتی هستند که در اطراف روستا یافت می‌شوند. این تنوع، #محیط زیستی پویا و غنی به وجود آورده است که شاید کمتر جایی بتوان آن را دید. روستای سیمین ابرو یکی از زیباترین و بکرترین جاذبه‌های گردشگری استان همدان است که علاوه بر جاذبه‌های طبیعی دارای جاذبه تاریخی فراوان (خانه‌های سنگی، حمام خزینه ای قدیمی، امامزاده سنگی، مسجد سنگی) نیز می‌باشد و بخاطر زیبایهای فراوان آن محل مسابقه و تمرین تیم‌های آفرود سواران، موتور کراس، دوچرخه کوهستان می‌باشد و علاوه بر آن کوهنوردان حرفه‌ای نیز از مسیر این روستا برای صعود به قله کلاه قاضی و یخچال استفاده می‌کنند و همچنین به دلیل تاریکی شبهای این منطقه و عدم وجود نورهای مزاحم شبهای این روستا بسیار پر ستاره مباشد که براحتی می‌توان ده‌ها هزار ستاره و سیاره و کهکشان راه شیری و بقیه کهکشان‌ها را باچشم غیرمسلح نظاره گر بود و نهایت لذت را از خنکی هوا و شب‌های پر ستاره روستا را برد که این خصوصیت می‌تواند مورد علاقه کاوشگران نجوم و آسمان شب باشد لذا بازدید از آن را به تمام گردشگران و دوست دارن محیط‌زیست و منجمان و ورزشکاران به خصوص علاقه مندان به طبیعت و معماری، پیشنهاد می‌شود

## جمعیت
این روستا در دهستان ابرو قرار داشته و براساس سرشماری سال ۱۳۹۵جمعیت آن۳۴۹نفر (۱۰۱خانوار) بوده است